# Маймин, Исидор Борисович
Исидор Борисович Маймин (5 мая 1897, Витебск, Российская империя — 22 июня 1938, Иркутск, РСФСР, СССР) — советский партийный и государственный деятель. Заместитель Председателя Совнаркома — председатель Госплана Казахской ССР.

## Биография
Исидор Борисович Маймин родился 5 мая 1897 года в Витебске в средне-зажиточной буржуазной семье. Еврей. Его отец имел меховую торговлю, после 1917 - бухгалтер и сырьевщик, с 1928 - инвалид на содержании детей в г. Ленинград. Мать до замужества работала приказчицей. 

### Образование
До 1907 года учился в еврейской начальной школе хедере.
Окончил коммерческое училище в Витебске (1907-1914).
Учился на химическом факультете Рижского политехнического института (эвакуированного в Москву), где окончил три курса, затем - в Московском высшем техническом училище. 
В 1918 году завершил краткосрочные курсы при Витебском губкоме партии.  

### Трудовая деятельность
Исидор Маймин начал свою трудовую деятельность, давая уроки с 15 лет. 
В 1915-1917 гг. работал бухгалтером в торговом доме Генденштейна в Москве. 
С весны 1917 года был статистиком Московской городской управы, одновременно являлся членом правления и казначеем Витебского студенческого землячества.
В 1918 году Маймин стал заместителем Витебского губернского продовольственного комиссара, позже возглавил губернский финансовый отдел (1921-1923). Занимал различные партийные должности, включая председателя Бюро субботников при Витебском губкоме и члена правления губсоюза Совторгслужащих. 
В 1923 году Маймин был назначен уполномоченным Наркомата финансов РСФСР по Казахской АССР и занимал пост наркома финансов Казахстана до 1926 года. За заслуги был награждён часами от Наркомата финансов РСФСР.
С 1926 по 1928 год был членом президиума и ответственным секретарём Бюджетной комиссии ВЦИК, а также занимал руководящие должности в финансовых структурах Сибкрая и Западно-Сибирского края, отвечал за реализацию экономических и налоговых мероприятий в ходе раскулачивания.
В 1931-1933 годах возглавлял Госплан Казахской АССР и одновременно занимал должность заместителя председателя Совета Народных Комиссаров Казахской АССР .
11 декабря 1932 года опросом членов Политбюро ЦК ВКП(б) утвержден ответственным редактором газеты "Экономическая жизнь".
С 1933 года Маймин был председателем плановой комиссии Восточно-Сибирского краевого исполкома и руководил Обществом изучения Восточной Сибири при президиуме Восточно-Сибирского крайисполкома. Являлся кандидатом в члены бюро Восточно-Сибирского крайкома ВКП(б).
Член КазЦИК (1923-26)
Член Казкрайкома ВКП(б) (1925-26 и 1931-12.33).
Член бюро Казкрайкома ВКП(б) (1932-33)

### Последние годы
16 мая 1937 года Исидор Борисович Маймин был арестован, а 5 июня 1938 года приговорён Военной коллегией Верховного суда СССР по статьям 58-1 «а», 58-2, 58-7, 58-8, 58-11 УК РСФСР. 
22 июня 1938 года он был расстрелян в Иркутске. 
8 сентября 1956 года реабилитирован решением Военной коллегии Верховного суда СССР.

### Семья
Дочь — Маймина Вера Исааковна (1908-1989), выпускница сценарного факультета ВГИКа, сценарист. 
Внучка — Волчек Галина Борисовна (1933-2019), Народная артистка СССР, Герой Труда Российской Федерации, депутат Госдумы РФ, главный режиссер и художественный руководитель театра «Современник», Москва.

## Публикации
Маймин И. План народно-хозяйственного и социально-культурного строительства//сборник "Казахстан в 1932 году".